# Gerhard Göhler
Gerhard Göhler (* 18. Februar 1941 in Breslau) ist ein deutscher Politikwissenschaftler mit dem Schwerpunkt Politische Theorie und Ideengeschichte.

## Wissenschaftlicher Werdegang
Nachdem Göhler im Jahr 1960 Abitur gemacht und anschließend bis 1962 den Wehrdienst geleistet hatte, studierte er an der Universität Freiburg und der Freien Universität Berlin die Fächer Philosophie, Politik und Geschichte. Von 1969 bis 1972 war er als Wissenschaftlicher Assistent am Otto-Suhr-Institut beschäftigt, seine Promotion zum Dr. phil. erfolgte 1971. Obwohl sich Göhler erst 1976 im Fach Politikwissenschaft habilitierte, war er bereits ab 1972 Assistenzprofessor am Otto-Suhr-Institut. Von 1978 bis 2006 war er als Professor auf dem Lehrstuhl für Politische Theorie und Ideengeschichte an der Freien Universität Berlin (Otto-Suhr-Institut). Auch nach seiner Emeritierung blieb Göhler an der Universität aktiv: So war er am Sonderforschungsbereich 700 „Governance in Räumen begrenzter Staatlichkeit. Neue Formen des Regierens?“ Leiter des Teilprojekts A2 „Weiche Steuerung. Sozialwissenschaftliche Machttheorien und das Regieren in Räumen begrenzter Staatlichkeit“ und als Dozent in Lehrveranstaltungen tätig.
Göhler war von 1982 bis 1984 Dekan des Fachbereichs Politische Wissenschaft der Freien Universität Berlin und von 1985 bis 1991 Vorstand der Deutschen Vereinigung für Politische Wissenschaft.
Gemeinsam mit Hubertus Buchstein und Bodo Zeuner setzte er sich für die Erforschung der Geschichte der deutschen Politikwissenschaft von der Weimarer Republik bis in die Nachkriegszeit ein. In diesem Zusammenhang machte er sich insbesondere um die Darstellung der Geschichte der Politikwissenschaft in Berlin und des Politikwissenschaftlers Ernst Fraenkel verdient. Aufmerksamkeit erlangte Göhler auch durch seinen Versuch, eine allgemeine Theorie politischer Institutionen zu formulieren. Aus seiner umfangreichen Beschäftigung mit Institutionentheorie, politischer Repräsentation und Konzepten der Macht ist sein Modell der institutionellen Konfiguration hervorgegangen. Damit unternimmt Göhler den Versuch, sowohl willensbezogene Steuerungsleistungen als auch symbolische Integrationsfunktionen von politischen Institutionen zu erfassen. In diesem Zusammenhang ist auch seine analytische Unterscheidung zwischen transitiver Macht und intransitiver Macht bedeutend geworden.

## Publikationen (Auswahl)

### Als Autor
- Institution – Macht – Repräsentation. Wofür politische Institutionen stehen und wie sie wirken. Nomos-Verlags-Gesellschaft, Baden-Baden 1997, ISBN 3-7890-4696-5.
- Die Reduktion der Dialektik durch Marx. Strukturveränderungen der dialektischen Entwicklung in der Kritik der politischen Ökonomie (= Geschichte und Theorie der Politik. Unterreihe B: Theorie. Bd. 3). Klett-Cotta, Stuttgart 1980, ISBN 3-12-912150-1 (Zugleich: Berlin, Freie Universität, Habilitationsschrift).

### Als (Mit-)Herausgeber
- mit Ulrike Höppner und Sybille De La Rosa: Weiche Steuerung. Studien zur Steuerung durch diskursive Praktiken, Argumente und Symbole (= Schriften zur Governance-Forschung. Bd. 17). Nomos-Verlags-Gesellschaft, Baden-Baden 2009, ISBN 978-3-8329-4304-2.
- mit Cornelia Schmalz-Jacobsen und Christian Walther: Macht und Medien. Über das Verhältnis von Politik und Kommunikation. Lang, Frankfurt am Main u. a. 2007, ISBN 978-363-15642-8-8.
- mit Hubertus Buchstein: Politische Theorie und Politikwissenschaft. VS, Verlag für Sozialwissenschaften, Wiesbaden 2007, ISBN 978-3-531-15108-3.
- mit Mattias Iser und Ina Kerner: Politische Theorie. 22 umkämpfte Begriffe zur Einführung (= Uni-Taschenbücher, Bd. 2594, Politische Theorie). VS, Verlag für Sozialwissenschaften, Wiesbaden 2004, ISBN 3-8252-2594-1 (2., aktualisierte und erweiterte Auflage, als: Politische Theorie. 25 umkämpfte Begriffe zur Einführung. Wiesbaden 2011, ISBN 978-3-531-16246-1).
- Macht der Öffentlichkeit – Öffentlichkeit der Macht. Nomos-Verlags-Gesellschaft, Baden-Baden 1995, ISBN 3-7890-3978-0.